# Ma Junren
Ma Junren (* 28. Oktober 1944) ist ein ehemaliger chinesischer Trainer von mehreren Weltklasseläuferinnen in den 1990er-Jahren, unter anderem Wang Junxia, Weltrekordhalterin über 3000 Meter, Qu Yunxia und Zhang Linli. Seine Trainingsgruppe wurde auch als „Mas Armee“ bezeichnet.

## Erfolge
Erstmals auffallen konnte eine von Mas Athletinnen, Qu Yunxia, bei den Olympischen Spielen 1992 in Barcelona, als sie über die 1500 Meter die Bronzemedaille gewann.
Bei den Weltmeisterschaften 1993 in Stuttgart gewannen die chinesischen Athletinnen 5 Medaillen über Distanzen von 1500 bis 10.000 Meter, darunter ein Dreifachsieg über die 3000 Meter. Diese Dominanz hatte sich davor in keiner Form abgezeichnet. Keine seiner Athletinnen war zu diesem Zeitpunkt älter als 21 Jahre, jede von ihnen hörte jedoch schon mit spätestens 25 Jahren mit dem Leistungssport auf, Wang Junxia etwa lief nur bis zu ihrem 24. Lebensjahr. In dieser Zeit (bis 1995) gewann „Mas Armee“ aber mehrere Olympia- und Weltmeisterschaftsmedaillen und stellte Weltrekorde über 1500, 3000, 5000 und 10.000 Meter auf.

## Trainerlaufbahn und Training
In einem Interview mit dem IAAF erläuterte Ma, dass er 1970 nach seiner Entlassung aus dem Militär als Trainer an einer Mittelschule als Trainer begann. Nach 15 Jahren wurde er Trainer an der Anshan City Sports School, wo er begann, die Athletinnen zu trainieren, die später auch „Mas Armee“ angehören sollten. Mas Trainingsmethoden waren heftig umstritten. Er ließ seine Athletinnen bis zu 240 km pro Woche laufen und zwang sie, auch bei Schmerzen zu trainieren. In einem Buch über Mas Trainingsmethoden schrieb der Journalist Zhao Yu, dass Ma auch Gewalt an seinen Athleten angewendet hat. Die Trainingsgruppe trainierte im Westen Chinas in der Provinz Qinghai auf etwa 2000 Meter Höhe. „Mas Armee“ löste sich zwischen 1994 und 1995 auf, nachdem sich unter der Leitung von Mas bester Athletin, Wang Junxia, die meisten Athleten Anfang 1995 von ihm getrennt hatten und ihm Vorwürfe gemacht hatten, seine Athleten misshandelt zu haben. Wang baute mit einem ehemaligen Assistenten Mas eine neue Trainingsgruppe auf. Ma trainierte weiterhin Athleten, diese konnten aber nicht annähernd an die Erfolge von „Mas Armee“ anknüpfen. Nachdem von 2000 bis 2001 alle seine Athleten positiv auf Doping getestet wurden, gab er 2004 seinen Rücktritt bekannt und übernahm den Vorsitz des China’s Tibetan Mastiff Clubs (Tibetanische Hunderasse).

## Dopingvorwürfe
Ma wurde schon in seiner aktiven Zeit stark mit Dopingvorwürfen konfrontiert. Er argumentierte bei diesen Vorwürfen, dass seine Athletinnen jeden Tag Schildkrötenblut tränken, zudem würden sie hart trainieren. Es gab jedoch schon zu dieser Zeit mehrere Anzeichen für Doping: Mas Athletinnen pulverisierten vorherige Weltrekorde, der Weltrekord über 3000 Meter ist bis heute unerreicht, die schnellste Zeit einer nicht-chinesischen Athletin ist über 10 Sekunden langsamer. Zudem absolvierten sie kaum Wettbewerbe außerhalb Chinas, da sie im eigenen Land vermutlich weniger Dopingtests unterliegen mussten. Bei den Olympischen Spielen 2000 in Sydney fielen bei sechs von sieben von Mas Athleten die Dopingtests positiv auf Erythropoietin (EPO) aus. Ein 2016 in der FAZ veröffentlichter Artikel nahm Bezug auf bis dahin noch nicht vollständig publizierte Recherchen des Journalisten Zhao Yu. Dieser hatte 1997 ein Buch über Ma und dessen Trainingsmethoden veröffentlicht, der Teil, in dem es um Doping ging, wurde damals aber zensiert. In diesen Recherchen schrieb Zhao unter anderem, dass Ma seinen Athleten sogar selbst Dopingmittel injiziert hätte. Im gleichen Zug wurde ein Brief, der ebenfalls durch den Journalisten Zhao Yu an die Öffentlichkeit gelangte, aus dem Jahr 1998, unterzeichnet von Wang Junxia und 9 weiteren Athleten, publik. In diesem erklärten die Athleten, dass Ma sie zwang, hohe Dosen verbotener Substanzen einzunehmen.
Ma hat nach seinem Karriereende eine Zuchtstätte für tibetische Doggen eröffnet. In einem Artikel auf der chinesischen Internetseite new.qq.com wurde berichtet, dass Ma mit über 70 Jahren bei einem Leichtathletikverein in Liaoning als Trainer eingestellt wurde.